# Кики, Антонио
Антонио Кики (итал. Antonio Chichi, 7 января 1743, Рим — 30 сентября 1816, Рим) — итальянский архитектор, который специализировался на феллопластике (итал. felloplastica), создании уменьшённых моделей памятников классической архитектуры Рима и окрестностей из пробкового дерева.
Антонио Кики происходил из бедной семьи, он был сыном Карло Кики и Барбары Кассани. Упоминается в письменных источниках в качестве архитектора, но не известно ни одного построенного им здания. Однако точность изготовленных им моделей, воспроизведённых в масштабе на основе собственных измерений, проведённых на месте, говорит в пользу его архитектурного образования. Его модели выполнены с археологической точностью. Некоторые памятники с того времени либо утрачены, либо претерпели искажения, что придаёт произведениям Антонио Кики особенно важное значение.
Миниатюрные воспроизведения зданий из пробки были известны в Италии ещё в XII—XIII веках. В XVI столетии их использовали в научных и учебных целях, но также в качестве игрушек и украшения детских комнат. Имя Антонио Кики известно по подписям, которые он ставил на масштабных моделях классических зданий, вырезанных из обыкновенной пробки, которые он продавал коллекционерам и любителям архитектуры. Подписи варьируются: «Chichi», «Antonio Chichi», «Chichi architetto», «Chichi F [ecit]» (Кики сделал). Самая полная имеется на небольшой табличке, прикреплённой к основанию модели римского Пантеона в Кассельском музее: «Antonio Chichi, Architetto, Roma 1782» (Антонио Кики, архитектор, Рим 1782).
Ландграф Фридрих II Гессен-Кассельский во время своего пребывания в Риме в 1777 году, сделал крупный заказ на модели работы Антонио Кики. В последующие годы серия, состоявшая из 36 моделей, была приобретена для коллекции Касселя. С 1786 года торговец из Лейпцига Карл Кристиан Генрих Рост отвечал за продажу моделей в Германии. В 1790—1791 годах Ландграф Людвиг X Гессен-Дармштадтский (впоследствии великий герцог Людвиг I) через придворного советника И. Ф. Раффенштайна, который тогда находился в Риме, приобрёл ещё одну серию (двадцать пять моделей сохранились в Земельном музее в Дармштадте).
В музее замка Гота хранятся остатки третьей серии, закупленной в те же годы: это двенадцать моделей, которые по технике выполнения и подписям, несомненно, принадлежат Кики. В 1798 году Кики отправил семь моделей на выставку Королевской академии изящных искусств и механических наук в Берлине, из которых сохранилась одна: Триумфальная арка Септимия Севера с подписью на одной из коротких сторон.
Антонио Кики был единственным художником, создававшим пробковые копии древних сооружений в Риме. Очевидно, он находился под сильным влиянием творчества Дж. Б. Пиранези. Возможно, какое-то время работал учеником или помощником в мастерской Пиранези. В 1769 году российский меценат И. И. Шувалов прислал из Рима в Санкт-Петербург шесть моделей. В 1778 году императрица Екатерина II через И. Ф. Раффенштайна приобрела тридцать шесть моделей. Ныне они хранятся в музее Академии художеств в Санкт-Петербурге. Кики изготовил также пробковую модель Лоджий Рафаэля в Ватикане для создания копии Лоджий в Императорском Эрмитаже.
Модели Кики выполнены в масштабе 1: 100 для больших сооружений и до 1:25 для небольших зданий. Все модели снабжены шкалой размеров в римских пальмах (одна пальма = ½ фута, или 0,074 м; palmus major: ¾ фута, или 0,231 м). Размеры больших моделей достигают 1,70 × 1,40 м. Они установлены на деревянном плинте, имеют деревянный каркас, к которому крепятся кусочки пробки. Рельефы и капители выполнены из терракоты. Для изображения почвы и деревьев мастер использовал гипс, веточки растений и мох.
Основные коллекции моделей работы Антонио Кики находятся в музее Академии художеств в Санкт-Петербурге (34 модели, сделанные около 1774 года), во дворце Вильгельмсхёэ в Касселе (сохранены 33 модели, сделанные в 1777—1782 годах), Государственном музее Гессе в Дармштадте. (Сохранилось 26 моделей из приобретённых в 1790—1791 годах), в Герцогском музее в Готе (12 моделей, приобретенных после 1778 года). Отдельные модели находятся в Rijksmuseum van Oudheden в Лейдене (три модели, сделанные в 1786 году), в музее Алларда Пирсона в Амстердаме (одна модель), в замке Арользен (модель Арки Тита, до 1782 года), в Археологической коллекции Гентского университета и в замке Раец-над-Свитавой в Моравии (сохранились две модели, 1790—1800 годов) и в Академии искусств в Берлине (одна из семи сохранившихся моделей, впервые выпущена в 1798 году).